# وحدة أنبوبية كلوية

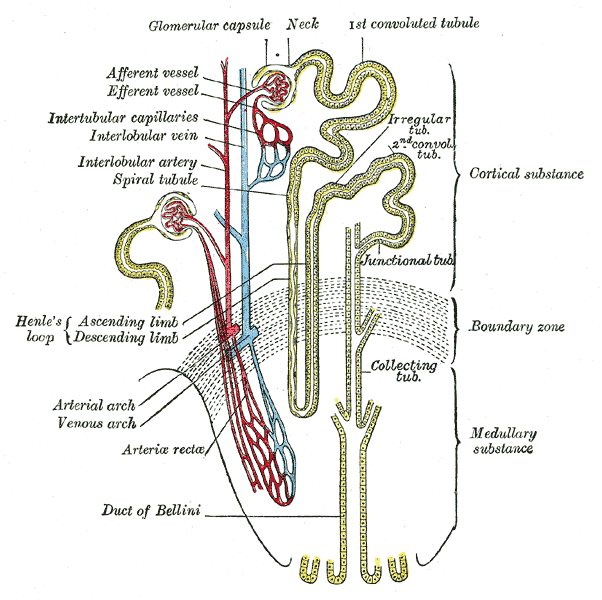
الكليون والانابيب الكلوية

| كلية الإنسان 1. الأهرام الكلوية 2. شرايين بين الفصيصات 3. الشريان الكلوي 4. وريد كلوي 5. نقير الكلية 6. الحويضة 7. الحالب 8. كأس الكلية الثانوي |  | 9. محفظة الكلية 10. محفظة الكلية السفلية 11. محفظة الكلية العلوية 12. أوردة بين فصوص الكلية 13. الكليون 14. جيب كلوي 15. كأس الكلية الرئيسي 16. حليمة كلوية 17. عمود كلوي |

هذه المقالة تتحدث عن المصفاة الكلوية، أما عن السياسي اليوناني أنظر كليون (سياسي).
الكُلْيُون (الجمع: كُلْيُونَات) أو وحْدَة كُلْوِيَّة (بالإنجليزية: Nephron)‏ هو الوحدة الفاعلة الأساسية في الكلية، ويمكن تسميته اصطلاحًا مصفاة الكلية. الدور الرئيسي الذي يقوم به الكليون هو تنظيم كمية الماء وتركيز المواد الذوّابة كالصوديوم في الجسم. يقوم الكليون بهذا الدور عن طريق ترشيح الدم، ومن ثم إعادة امتصاص المواد اللازمة له، أما المواد غير المرغوبة فتفرز عن طريق البول. تحتوي كل كلية عند الإنسان الطبيعي ما بين 800000 و 1.5 مليون من الكليونات. يتم ترشيح الدم أثناء مروره عبر ثلاث طبقات: الخلايا البطانية لجدار الشعريات وغشائها القاعدي، وبين البروزات القدمية للخلايا الرجلاء في بطانة الكبسولة. يحتوي النُبيب على شعيرات أنبيبية مجاورة تندفع بين الأجزاء النازلة والصاعدة للنُبيب. عندما يتدفق السائل من الكبسولة إلى داخل النبيب، تتم معالجته بواسطة الخلايا الطلائية المبطنة للنبيب: يتم إعادة امتصاص الماء وتبادل المواد (بعضها يضاف، ويتم التخلص من البعض الآخر)؛ أولا مع السائل الخلالي خارج النبيبات، وبعد ذلك في البلازما في الشعيرات النبيبية المجاورة من خلال الخلايا البطانية التي تبطن هذه الشُعيرة. هذه العملية تنظم حجم سائل الجسم إلى جانب مستويات العديد من مواد الجسم. في نهاية النبيب، يخرج السائل المتبقي - البول - وهو مكون من الماء، والنفايات الأيضية، والسموم.
تحتوي كبسولة بومان على فراغ يسمى فراغ بومان، والذي يجمع المادة المرشحة، والشعيرات الدموية للكبيبة، وخلايا مسراق الكبيبة التي تدعم هذه الشعيرات الدموية. تعمل هذه المكونات كوحدة الترشيح وتشكل الكُرية الكلوية. تحتوي بنية الترشيح (حاجز الترشيح الكبيبي) على ثلاث طبقات تتكون من خلايا بطانية وغشاء قاعدي وخلايا رجلاء (البروزات القدمية). يحتوي النبيب على خمسة أجزاء تشريحية ووظيفية مختلفة: النبيب القريب، الذي يحتوي على جزء ملتف من النبيب الملتوي القريب يليه جزء مستقيم (نبيب مستقيم قريب)؛ حلقة هينل، التي تتكون من جزأين، حلقة هينل الهابطة «الحلقة التنازلية» وحلقة هينل الصاعدة «الحلقة التصاعدية»؛ النبيب الملتوي البعيد «الحلقة البعيدة»؛ النبيبة الموصلة، وقنوات التجميع. للكليونات طولان بقدرات مختلفة على تركيز البول: الكليونات الطويلة المجاورة للنخاع والكليونات القصيرة القشرية.
الآليات الأربع المستخدمة لإنشاء ومعالجة الترشيح (والتي ينتج عنها تحويل الدم إلى البول) هي الترشيح، وإعادة الامتصاص، والإفراز، والإخراج. يحدث الترشيح في الكبيبة ويكون سلبيًا إلى حد كبير: فهو يعتمد على ضغط الدم داخل الشعيرات. يتم ترشيح حوالي خمس البلازما أثناء مرور الدم عبر الشعيرات الدموية للكبيبية. تكتمل الأربعة أخماس في الشعيرات الدموية المجاورة للنبيبات. طبيعيا المكونات الوحيدة للدم التي لا يتم ترشيحها في كبسولة بومان هي بروتينات الدم، وخلايا الدم الحمراء، وخلايا الدم البيضاء والصفائح الدموية. يدخل أكثر من 150 لتر من السوائل للكبيبات كل يوم: يتم إعادة امتصاص 99٪ من الماء في هذا السائل المرشح. تحدث إعادة الامتصاص في النبيبات الكلوية ويكون إما سلبيًا، بسبب الانتشار أو نشط، بسبب الضخ ضد تدرج التركيز. يتم الإفراز أيضا في النبيبات ويكون نشطا. تشمل المواد التي يتم إعادة امتصاصها: الماء، والصوديوم، والكلوريد، والجلوكوز، وأحماض أمينية، ولاكتات، والمغنسيوم، والكالسيوم، والفوسفات، وحمض اليوريك، والبيكربونات. بينما تشمل المواد التي يتم إفرازها اليوريا والكرياتينين والبوتاسيوم والهيدروجين وحمض اليوريك.
بعض الهرمونات التي تحفز النبيبات لتغيير معدل إعادة الامتصاص أو الإفراز، وبالتالي الحفاظ على التوازن، من بينها (مع ذكر المادة المتأثرة) هرمون مضاد إدرار البول (الماء)، الألدوستيرون (الصوديوم، والبوتاسيوم)، هرمون الغدة الدرقية (الكالسيوم، والفوسفات)، الببتيد الأذيني المدر للصوديوم (الصوديوم) والببتيد مدر الصوديوم الدماغي (الصوديوم). يوفر نظام معاكس في النخاع الكلوي آلية لجعل النسيج الخلالي مفرط التوتر، والذي يسمح باستعادة المياه خالية من المذاب من داخل الكليون وإعادتها إلى الأوعية الدموية الوريدية عندما يكون ذلك مناسبا.
بعض أمراض الكليونات تؤثر بشكل أساسي على الكبيبات أو النبيبات. تشمل أمراض الكبيبة اعتلال الكلية السكري، التهاب كبيبات الكلى واعتلال الكلية بالجلوبيولين المناعي (IgA)؛ وتشمل الأمراض الكلوية الأنبوبية: نخر أنبوبي حاد ومرض الكلى المتعدد الكيسات.

## أجزاء الكليون
الكليون هو الوحدة الوظيفية للكلية. كل كليون يتكون من جسيم كلوي تبدأ به عملية الترشيح، ونُبَيب كلوي مسؤول عن عمليتا إعادة الامتصاص والإفراز.

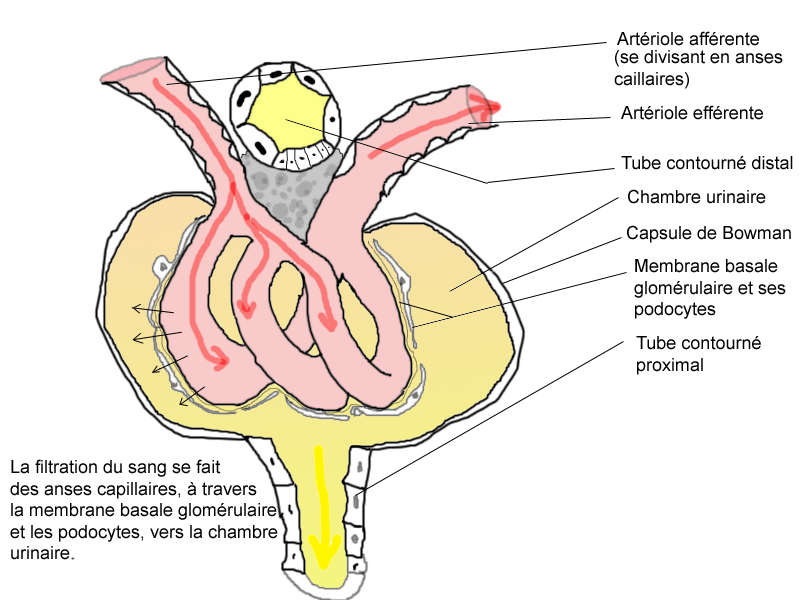
عملية الترشيح في الجسيم الكلوي

الكبيبة مرسومة باللون الأحمر، ومحفظة باومان باللون الأبيض

### جسيم كلوي
يتكون الجسيم الكلوي من كُبيبة ومحفظة بومان،  ومعًا يشكلان بداية الكليون. في هذا الجزء من الكليون يتم ترشيح الدم وينشأ من هذه العملية البول الأولي الذي ينتقل إلى النبيبات الكلوية.

#### الكبيبة
الكبيبة هي الشبكة المعروفة كحزمة من الشعيرات الدموية المرشِحة الموجودة في القطب الوعائي من الجسيم الكلوي في محفظة بومان. تتلقى كل كبيبة إمداد الدم الخاص بها من الشريان الوارد للدورة الكلوية. يعطي ضغط الدم الكبيبي القوة الدافعة للماء والمذيبات التي يتم ترشيحها من بلازما الدم، وإلى الفراغ الموجود في محفظة بومان المسمى بفراغ بومان.
يتم ترشيح حوالي خمس البلازما فقط في الكبيبة. الباقي يمر عبر الشريان الصادر. قطر الشريان الصادر أصغر من قطر الشريان الوارد، وهذا الفرق يزيد الضغط الهيدروستاتيكي (السائلي السكوني) في الكبيبة.

#### محفظة بومان
تحيط محفظة بومان، والمسماة أيضًا بمحفظة الكبيبية. وتتكون من طبقة داخلية حشوية تتكون من خلايا متخصصة تسمى الخلايا الرجلاء، وطبقة خارجية جدارية تتكون من طبقة طلائية حرشفية بسيطة. يتم ترشيح السوائل من الدم في الكبيبة خلال الطبقة الحشوية ذات الخلايا الرجلاء، مما ينتج عنه المرشح الكبيبي.
ينتقل المرشح الكبيبي بعد ذلك إلى النبيبات الكلوية، حيث تتم معالجته بشكل إضافي لتكوين البول. والمراحل المختلفة لهذا السائل تعرف إجمالا باسم السائل الأنبوبي.

### نُبيب كلوي
النبيب الكلوي هو ذلك الجزء من الكليون الذي يحتوي على السائل النبيبي الناتج عن ترشيح الدم في النبيب الكلوي.
بعد العبور خلال النبيب الكلوي، تستمر الرشاحة في طريقها إلى النبيبات الجامعة، والتي هي ليست جزءًا من الكليون.
مكونات النبيب الكلوي هي:
- النبيب الملفّف الداني
- التواء هنلي
  - الطرف النازل لالتواء هنلي
  - الطرف الصاعد لالتواء هنلي
    - الطرف الصاعد الثخين لالتواء هنلي
    - الطرف الصاعد الرقيق لالتواء هنلي
- النبيب الملفّف القاصي
- الأنبوبة المجمعة

ينتقل الدم من الشريان الصادر، الذي يحتوي على كل شيء لم يتم ترشيحه في الكبيبة، إلى الشعيرات الدموية المجاورة للنبيبات، والأوعية الدموية الدقيقة التي تحيط بحلقة هنلي والأنابيب القريبة والبعيدة، حيث يتدفق السائل الأنبوبي. بعد ذلك يعاد امتصاص المواد من الأخير رجوعا إلى مجرى الدم.
تتجمع الشعيرات الدموية بعد ذلك عبر الأوعية لتكون وريدا صادرا، يتحد بأوردة صادرة من الوحدات الكلوية الأخرى وإلى الوريد الكلوي، ويعود إلى مجرى الدم الرئيسي.
الأنواع بحسب الطول
تبدأ الكليونات القشرية (غالبية الكليونات) عاليا في القشرة ولها حلقة قصيرة من التواء هنلي الذي لا يخترق النخاع بعمق. يمكن تقسيم الكليونات القشرية إلى كليونات سطحية قشرية وكليونات وسط قشرية.
تبدأ الكيونات المجاورة للقشرة منخفضة في القشرة، قريبة من النخاع ولها حلقة هنلي طويلة تخترق بعمق في النخاع الكلوي: لديها فقط حلقة هنلي محاطة بالأوعية المستقيمة. هذه الحلقات الطويلة من التواء هنلي والأوعية المستقيمة المرتبطة بها تخلق تدرج من فرط الأسمولية والذي يسمح بتكوين بول مركز.

## الوظيفة

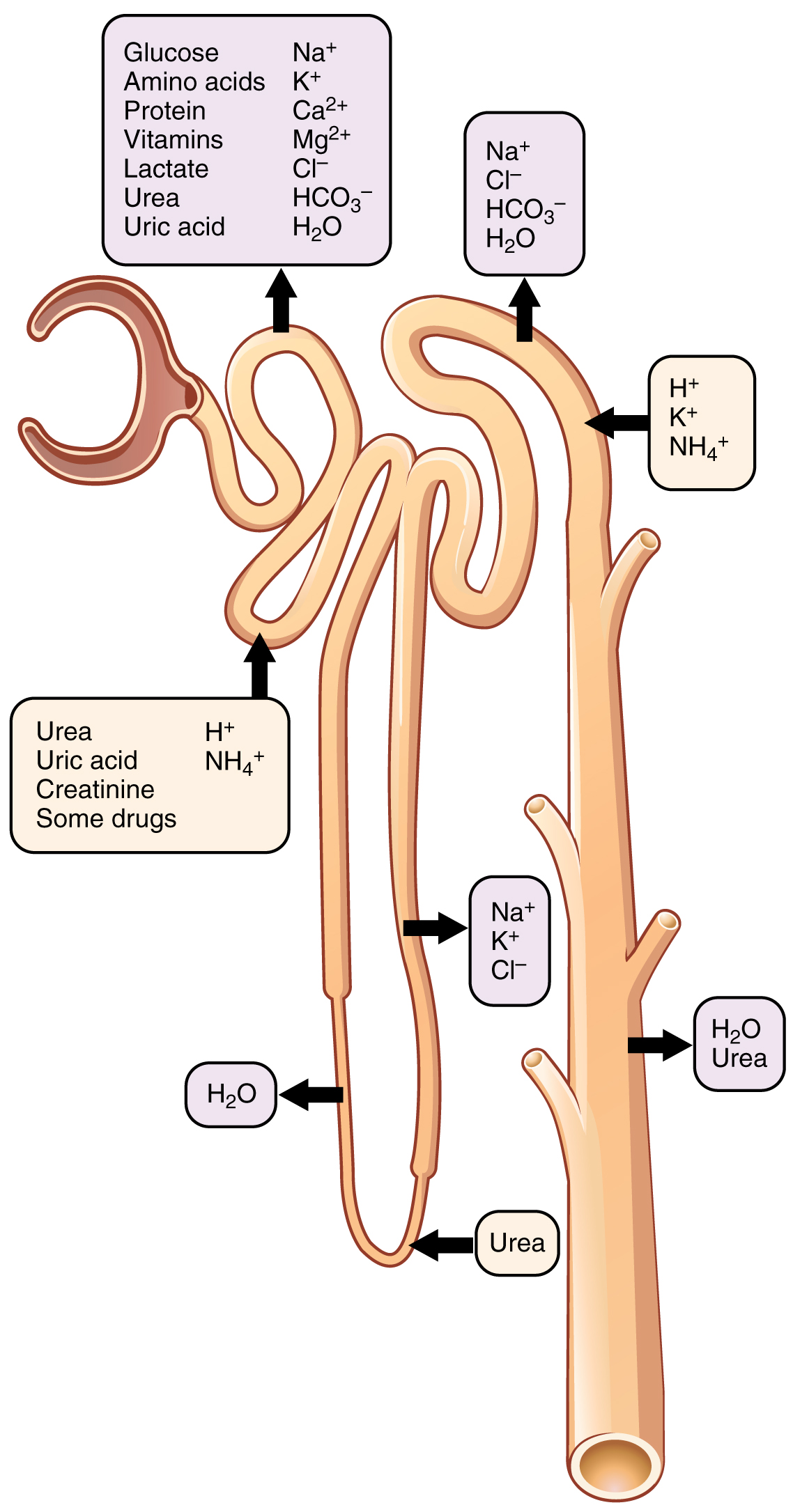
Fig.3)إفراز وإعادة امتصاص المواد المختلفة خلال الكليون.

يتم في الجسيم الكلوي تصفية الدم الأولى وينشأ عنها البول الأولي، ومن ثم ينتقل البول الأولي إلى الأنابيب الكلوية حيث تتم عدة عمليات ثانوية تكون عبارة عن امتصاص بعض المواد وإفراز بعض آخر من المواد، ويتم بعد العملية الثانوية تكون البول النهائي.
كما تصفي الدم من جميع الشوائب والسموم حيث تقوم بتصفية 400 غالون كل 24 ساعة، تنقّي الكليتان، بفضل فلاتر صغيرة تدعى الكُلْيُوْن، 180 لتراً من السوائل التي يحملها الدم. أي ما يعادل، لسيارة صغيرة، أكثر من 4 لترات من الوقود! ولكن هذا ليس كل شيء: تصنّعان الكليتان هرمونات، وتحرص على ميزان المعادن في الجسم كالبوتاسيوم والصوديوم وتزيلان السُمِّين من الدم.

Fig.4)رسم تخطيطي يوضح حركة الأيونات في الكليون، مع قنوات جامعة على اليمين.

Fig.5)الخلية الأنبوبية القريبة تظهر المضخات الداخلة في توازن القاعدة والحمض، اليسار هو تجويف النبيبات

### النُبيب الملتوي القريب
يمكن تقسيم النبيب القريب كجزء من الكليون إلى جزء ملتف أولي وجزء مستقيم (نازل) يليه. يتم امتصاص السوائل من المرشح الذي يدخل النبيب الملتوي القريب في الشعيرات الدموية حول النبيب، بما في ذلك ما يقارب ثلثي الملح والماء المرشحين وجميع المواد المذابة العضوية المرشحة (أساسيًا الجلوكوز والأحماض الأمينية)

### التواء هنلي
التواء هنلي هو أنبوب على شكل حرف U يمتد من النبيب القريب. يتكون من طرف نازل وطرف صاعد. يبدأ في القشرة، ويستقبل المرشح من النبيب الملتوي القريب، ويمتد إلى النخاع كطرف نازل، ثم يعود بعد ذلك إلى القشرة كطرف صاعد ليفرغ في النبيبات الملتفة البعيدة. الدور الأساسي لالتواء هنلي هو تركيز الملح في النسيج الخلالي، وهو النسيج المحيط بالالتواء.
توجد اختلافات كبيرة تساعد في تمييز الأطراف النازلة والصاعدة لالتواء هنلي. يكون الطرف النازل منفذًا للماء وأقل نفاذية للملح بشكل ملحوظ، وبالتالي يساهم فقط بشكل غير مباشر في تركيز النسيج الخلالي. عندما ينزل المرشح إلى داخل النسيج الخلالي مفرط التوترية في النخاع الكلوي، يتدفق الماء بحرية خارج الطرف التنازلي عن طريق التناضح إلى أن تتساوي أسمولية المرشح والنسيج الخلالي. يتم تحديد فرط التوترية في النخاع (وبالتالي تركيز البول) في جزء من حجم التواء هنلي.
على عكس الطرف النازل، فإن الطرف الصاعد الرقيق غير منفذ للماء، وهي مزية مهمة لآلية تبادل التيار المعاكس التي يوظفها الالتواء. يقوم الطرف الصاعد بإخراج الصوديوم بشكل نشط من المرشح، مولدًا بذلك نسيج خلالي مفرط التوترية والذي يدفع نحو التبادل المعاكس. عند المرور عبر الطرف الصاعد، يصبح ناتج الترشيح قليل التوترية حيث أنه فقد الكثير من محتواه من الصوديوم. يتم تمرير هذا الرشيح قليل التوترية إلى النبيب الملتوي البعيد في القشرة الكلوية.

### النُبيب الملتوي البعيد
للنبيب الملتوي البعيد بنية ووظيفة مختلفة عن النبيب الملتوي القريب. تحتوي الخلايا المبطنة للنبيب على العديد من الميتوكوندريا لإنتاج طاقة كافية (ATP) للحصول على نقل فعال. ينظم نظام الغدد الصماء نقل الكثير من الأيونات الذي يحدث في النبيب الملتوي البعيد. في وجود هرمون الغدة الجار درقية، تعيد النبيبات المعزولة البعيدة امتصاص المزيد من الكالسيوم وتفرز المزيد من الفوسفات. عندما يوجد الألدوستيرون، فإنه يعاد امتصاص المزيد من الصوديوم ويفرز المزيد من البوتاسيوم. يتسبب الببتيد الأذيني المدر للصوديوم في أن تفرز الأنبوبة الملتوية البعيدة المزيد من الصوديوم.

### النُبيب الموصل
هذا هو الجزء الأخير من النبيب قبل أن يدخل نظام الأنبوب المجمع.

### نظام القنوات الجامعة
توصل كل نبيبة ملتوية بعيدة مرشحها إلى نظام القنوات الجامعة، وأول جزء منها هو النبيب الموصل. يبدأ نظام القنوات الجامعة في القشرة الكلوية ويمتد في عمق النخاع. بينما ينتقل البول إلى نظام القنوات الجامعة، فإنه يمر من خلال النسيج الخلالي النخاعي الذي يحتوي على تركيز عالي من الصوديوم نتيجة نظام التيار المعاكس في التواء هنلي.
لأن له منشأ مختلف أثناء تطور الأعضاء البولية والتناسلية عن بقية الكليونات، فإن نظام القنوات الجامعة لا يعتبر في بعض الأحيان جزءًا من الكليون. بدلا من نشأته من مأرمة مولد الكلية التالّية، تنشأ القناة الجامعة من برعم الحالب.
على الرغم من أن القناة الجامعة عادة غير منفذة للماء، فإنها تصبح منفذة في وجود هرمون مضاد إدرار البول (ADH). يؤثر هرمون مضاد إدرار البول على وظيفة قنوات الماء، مما يؤدي إلى إعادة امتصاص جزيئات الماء أثناء مروره عبر مجرى التجميع. قنوات الماء هي بروتينات غشائية تقوم بشكل انتقائي بتوصيل جزيئات الماء بينما تمنع مرور الأيونات والمذيبات الأخرى. يمكن امتصاص ما يصل إلى ثلاثة أرباع الماء من البول حيث يترك القناة الجامعة عن طريق التناضح. وبالتالي تحدد مستويات هرمون مضاد إدرار البول ما إذا كان البول سيتركز أو يخفف. الزيادة في هرمون مضاد إدرار البول هي مؤشر على الجفاف، في حين أن كفاية الماء تؤدي إلى انخفاض هرمون مضاد إدرار البول مما يسمح بتخفيف البول.
الأجزاء السفلى من عضو التجميع منفذة أيضا لليوريا، مما يسمح لبعضها بالدخول إلى نخاع الكلية، وبالتالي الحفاظ على تركيزه العالي (وهو أمر مهم جدًا للكليون).
يترك البول القنوات الجامعة النخاعية من خلال الحُليمات الكلوية، ويفرغ في الكؤوس الكلوية، والحوض الكلوي، وأخيرًا إلى المثانة البولية عبر الحالب.

### جهاز مجاور للكبيبات
الجهاز المجاور للكبيبات هو منطقة متخصصة مرتبطة بالكليون، ولكنها منفصلة عنه. إنها تنتج وتفرز في الدورة الدموية إنزيم الرينين، الذي يكسر الأنجيوتنسينوجين وينتج مادة الأنجيوتنسن ـ1 ذات العشرة أحماض أمينية. ثم يتم تحويل الأنجيوتنسن ـ1 إلى أنجيوتنسين -2، وهو مضيق قوي للأوعية، عن طريق إزالة اثنين من الأحماض الأمينية: يتم ذلك عن طريق إنزيم تحويل الأنجيوتنسين (ACE). يشار إلى هذه السلسلة من الأحداث باسم نظام رينين-أنجيوتنسين (RAS) أو نظام الرينين-أنجيوتنسين-ألدوستيرون (RAAS). يقع الجهاز المجاور للكبيبات بين الطرف السميك الصاعد والشريان الوارد. وهو يحتوي على ثلاثة عناصر: البقعة الكثيفة، والخلايا المجاورة للكبيبات، وخلايا خارج الكبيبة المسراقية.

## الأهمية الإكلينيكة
تؤثر أمراض الكليون في الغالب على الكبيبات أو النبيبات. تشمل أمراض الكبيبة اعتلال الكلى السكري، التهاب كبيبات الكلى واعتلال الكلية بالجلوبيولين المناعي (IgA)؛ وتشمل الأمراض الأنبوبية الكلوية النخر الأنبوبي الحاد، والحماض النبيبي الكلوي، ومرض الكلى المتعدد الكيسات.

## صور إضافية

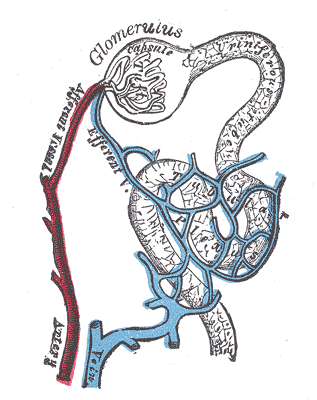
توزيع الأوعية الدموية في قشرة الكلى. (على الرغم من أن الشكل يميز الأوعية الواردة كوريد، إلا أنه في الواقع شُرين وارد).
اللون الأحمر كبيبة، واللون الأبيض محفظة بومان.
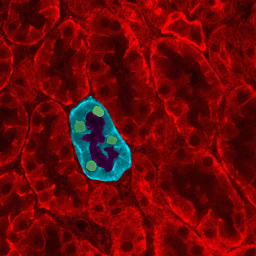
نسيج كلوي
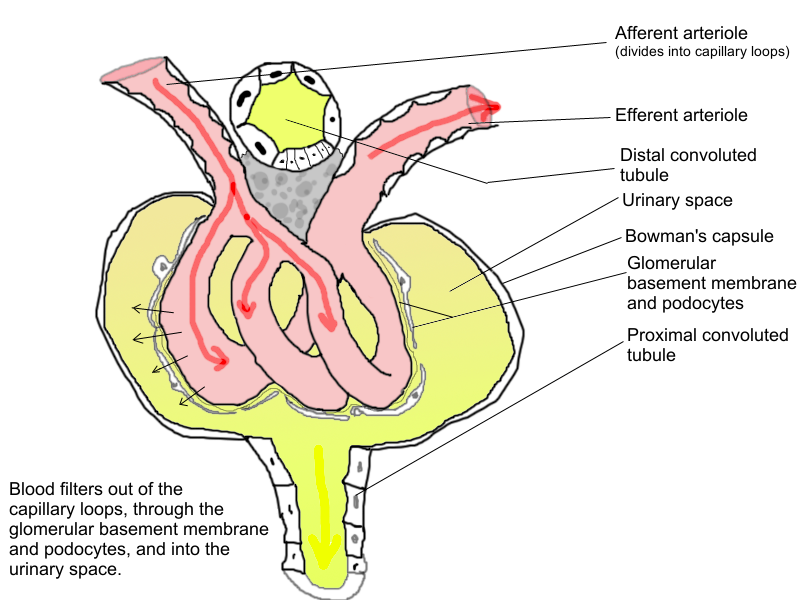
كبيبات
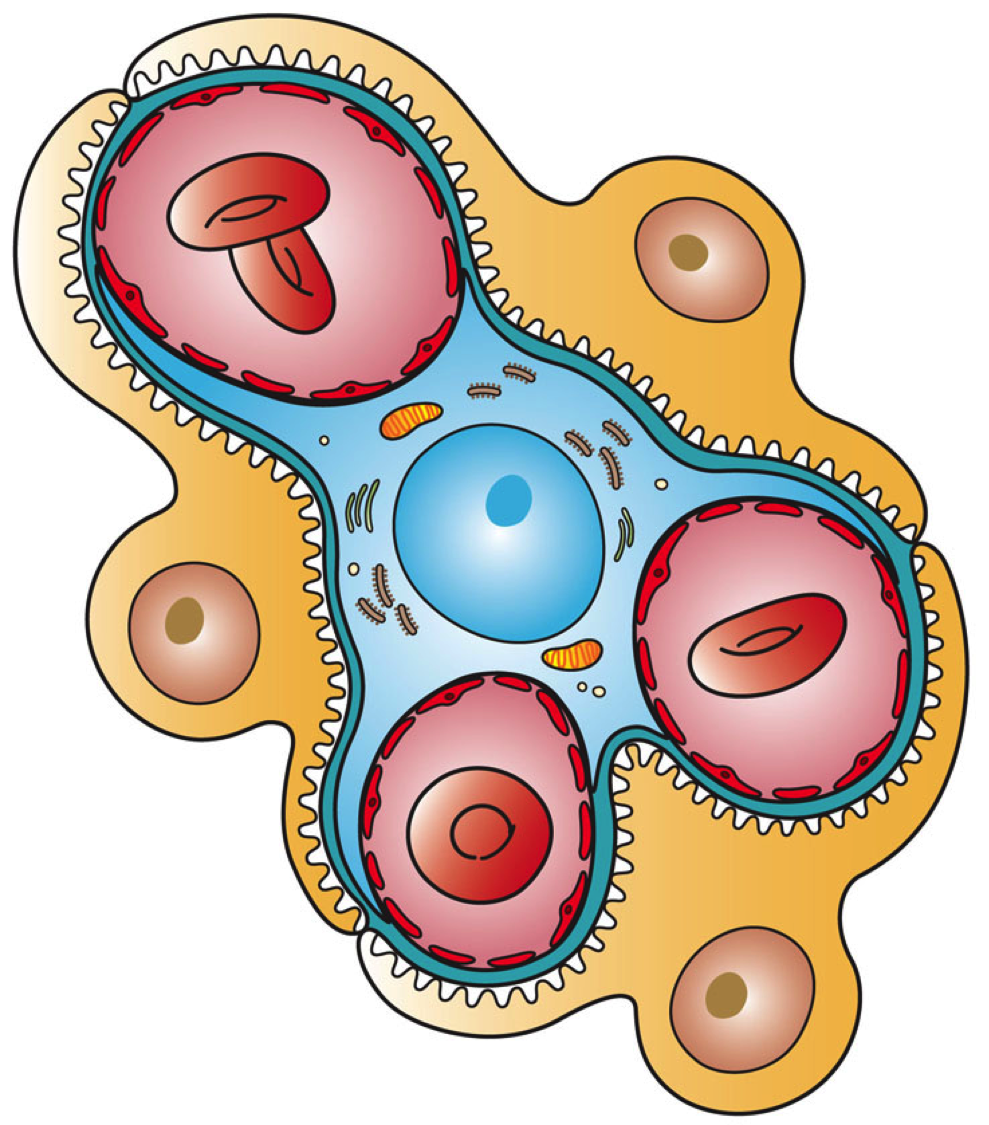
تُظهر هذه الصورة أنواع الخلايا الموجودة في جزء الكبيبات في كليون الكلى. الخلايا الرجلاء، الخلايا البطانية، وخلية مسراق الكبيبة موجودة.